# HD 151967
HD 151967 è una stella gigante rossa di magnitudine 5,94 situata nella costellazione dell'Altare. Dista 688 anni luce dal sistema solare.

## Osservazione
Si tratta di una stella situata nell'emisfero celeste australe. La sua posizione è fortemente australe e ciò comporta che la stella sia osservabile prevalentemente dall'emisfero sud, dove si presenta circumpolare anche da gran parte delle regioni temperate; dall'emisfero nord la sua visibilità è invece limitata alle regioni temperate inferiori e alla fascia tropicale. La sua magnitudine pari a 5,9 la pone al limite della visibilità ad occhio nudo, pertanto per essere osservata senza l'ausilio di strumenti occorre un cielo limpido e possibilmente senza Luna.
Il periodo migliore per la sua osservazione nel cielo serale ricade nei mesi compresi fra maggio e settembre; nell'emisfero sud è visibile anche per gran parte della primavera, grazie alla declinazione boreale della stella, mentre nell'emisfero sud può essere osservata limitatamente durante i mesi estivi boreali.

## Caratteristiche fisiche
La stella è una gigante rossa; possiede una magnitudine assoluta di -0,68 e la sua velocità radiale negativa indica che la stella si sta avvicinando al sistema solare.